# Rio Santa Quitéria
O rio Santa Quitéria é um curso de água que banha o estado do Paraná. Possui 34,7 km de extensão, nasce na divisa dos municípios de Toledo, Cascavel, São Pedro do Iguaçu e Santa Tereza do Oeste, e desagua no rio São Francisco Falso (Braço Norte).
Afluentes: Arroio Centralito, Arroio Angola, Arroio Gamela, Arroio Jangada, Arroio Piraquara, Arroio Engano, Arroio Jará, Arroio Correntoso, Arroio Água Bela, Arroio Jaú, Sanga Ana Maria, Sanga Saracura, Arroio do Ouro. 